# Parapetasma
Parapetasma è un termine greco che definisce un drappo, panneggio o tendaggio annodato e disposto come fondale per scene o presentazione di personaggi defunti nella scultura di sarcofagi romani; frequente nei secoli II - IV d.C.